# Гашпар Петар Вињалић
Гашпар Вињалић (Задар, 3. октобар 1707 - Висовац, 16. мај 1781) био је фрањевачки монах, свјештеник и историчар.

## Поријекло
Отац му је био војно лице, Исак, а мајка Недјељка Медаковић. Отац је унапређен у чин градског војног помоћника. Гашпар се често потписивао и као Вињал.

## Животопис
Рођен је уочи дана када се прославља свети Фрањо Асишки. На крштењу у цркви свете Стошије у Задру му је кумовао племић Иван Бароци који му је дао име Петар. Фрањевачки је монах од 1735. године када је у манастиру Висовац добио име Винко али је на завјетовању то име промијењено у Гашпар. Отуда му је и презиме Вињала или Вињалић. Након завршетка богословља дјеловао је као свјештеник и учитељ фрањевачке монашке омладине у Шибенику од 1742. и Книну, свјештеник у селу Градцу у источном дијелу Петровог поља, настојатељ фрањевачког манастира у Шибенику и дефинитор тога реда. Пријавио се за мисионара у Бугарску 1746, а непознат је разлог због којега није пошао. Проучавао је историју и археологију Далмације. Аутор је тротомног дјела Историјско-хронолошки преглед најважнијих догађања о Илирима и Славенима у Далмацији, Хрватској и Босни (Compendio istorico e cronologico delle cose più memorabili accorse agli Iliri e Slavi in Dalmazia, Croazia e Bosna), у којем је обухватио раздобље од најстаријих времена до 1769, а при писању највише се служио Фарлатијевим дјелом Свети Илирик. Рукопис је 1773. предао на увид државному ревизору илирских књига у Млецима Ђан Антонију Боману, који је под својим именом штампао у Млецима 1775. прва два тома под насловом Свјетовна и црквена повијест Далмације, Хрватске и Босне (Storia civile ed ecclesiastica della Dalmazia, Croazia e Bosna). Први том тога дјела обухвата раздобље до 773., други од 773. до 1520, док је трећи том (који је према Вињалићеву првобитном нацрту требало обухватати вријеме до 1769) штампан тек 2010. године (Књижевни круг, Сплит). Оригинал трећега тома књиге сачуван је у манастиру на Висовцу, а његов пријепис (Ш. Урлић) чува се у Архиву ХАЗУ у Загребу. Својом тројезичном граматиком, словенско-латинско-италијанском је хтјео олакшати ученицима напорно учење језика. Била је то прва тројезична граматика приређена за фрањевачке школе.

## Вињалић о Власима и Морлацима
Вињалић је у својој књизи споменуо нешто и о Власима - Морлацима (Србима) његовог времена. Између осталога је записао:
...због чега се Власи 1577. године, сада звани Морлаци, спустише из брда која дијеле Босну од Либурније и Лике... све оно што је (раније) било под турском влашћу би насељено Морлацима који су припадали грчком обреду и дошли из Раше, Србије и Босне... Православне зове Власи. То нису били народи Крбаве и Лике који су дошли из Влашке, него се служи термином који су употребљавали Турци кад су хтјели разликовати православне од католика, називајући православне Власима, а католике Латини. Но, кад су говорили о правим Власима, који имају различит језик од славенског, називаху их Каравласи...

Његов идеализовани опис живота Морлака, међу којима је провео читав свој живот, потпуно је у стилу ондашње књижевности и животних погледа ондашњих просвјетитеља. Од неких се разликује само религиозном обојеношћу текста.
Живот се Морлака може упоредити са животом патријараха Аврама, Исака и Јакова. Они напасају стада, мијењају пребивалиште према потребама и радо показују гостољубивост како су то чинили и они свети људи, а ако их натјера глад иду да би преживјели кроз државе невјерника... Није због тога прикладно да други отимају земље које су по расподјели припале њима, па се послије ради помањкања земље не могу вратити међу своју браћу.
Велебитски канал назива каналом Морлака.

## Никодим Милаш о Гашпару Вињалићу
Никодим Милаш је хвалио Гашпара Вињалића као веома образованог монаха, вјерски толерантног и који за разлику од вјерских фанатика никада у својим списима православне не назива погрдним именима. Приписује му и историјску објективност. Свети Василије Острошки је од Вињалића назван веома побожним човјеком, али шизматиком (тадашњи назив за православце) scismatico cocciuto, чиме Милаш доказује да се свети Василије није покатоличио. О Вињалићу је записао: 
Фратар Вињалић ради своје објективности саставља ријетки изузетак између друге браће му, који су писали о православној цркви и њеним истакнутијим раденицима у посљедњим вијековима у српским земљама. Он је искрени приврженик своје цркве, али уједно и правичан у суђењу о православној цркви, противу које није никада допустио себи неприличне ријечи, а што показује његов састављени на италијанском језику историјско-хронолошки компендијум о Југословенима, који долази до 1769. године.

## Дјела
- Compendio istorico e cronologico delle cose più memorabili accorse agli Iliri e Slavi in Dalmazia, Croazia e Bosna
- Principi della Gramatica ad uso de Slavi che desiderano Religiosi con wualli apprenderano nell istesso tempo la lingua Latina et Italiana, servira anco agli Italiani per apprendere la lingua Slava. Opera di Fra Gasparo Vignalich ex deffinitor dell Osservante Provinyia dell SS Redentor in Dalmacia

## Занимљивости
За Јајце је написао да је брањено од Хрвата и Босанаца. Куга је у Дубровник стигла преко кројача из Анконе 1527. године. У вријеме опсаде Клиса један велики муслимански ратник је позивао на мегдан људе који су бранили тврђаву, а одазвао се младић Милош који га је побиједио као Давид Голијата. Главу муслимана доноси у тврђаву гдје га дочекују са аплаузом, а мјесто борбе се од тада назвало Мегдан, а и данас се тако зове. Из Босне Сребрене су мала браћа (монаси) дошла на Висовац који је добио назив по томе што су Турци повјешали монахе, па они висе. Манастир св Петра у Макарској су разорили Млечани 1499. а нови пале Турци 1537. Ускоци који из Неорића одлазе у Сењ су се преобразили у гусаре. Неретвански племићи Владимировићи су се, протјерани од Турака, повукли у Дубровник. 1582. у Далмацији се напушта јулијански календар. Папа Сикст V му је по казивању неких поријеклом из Далмације из села Крушева, које је на обали Морлачког канала или на обали Зрмање. Због упада Турака преци су му побјегли у Италију.